# King's Cross St. Pancras
King's Cross St. Pancras är en station i Londons tunnelbana. Stationen ligger i anslutning till King's Cross station och St Pancras station. Tunnelbanestationen trafikeras av linjerna Circle, Hammersmith & City, Metropolitan, Piccadilly, Northern och Victoria line. 1863 öppnades Metropolitan lines station, men denna station flyttades närmare de andra linjerna och en ny station öppnades 1941. Idag trafikerar Circle line, Hammersmith & City line samt Metropolitan line denna station. Dagens Piccadilly line öppnade 1906, Northern line 1907 samt slutligen Victoria line 1968.
1987 startade en allvarlig brand på stationen där 31 personer omkom.

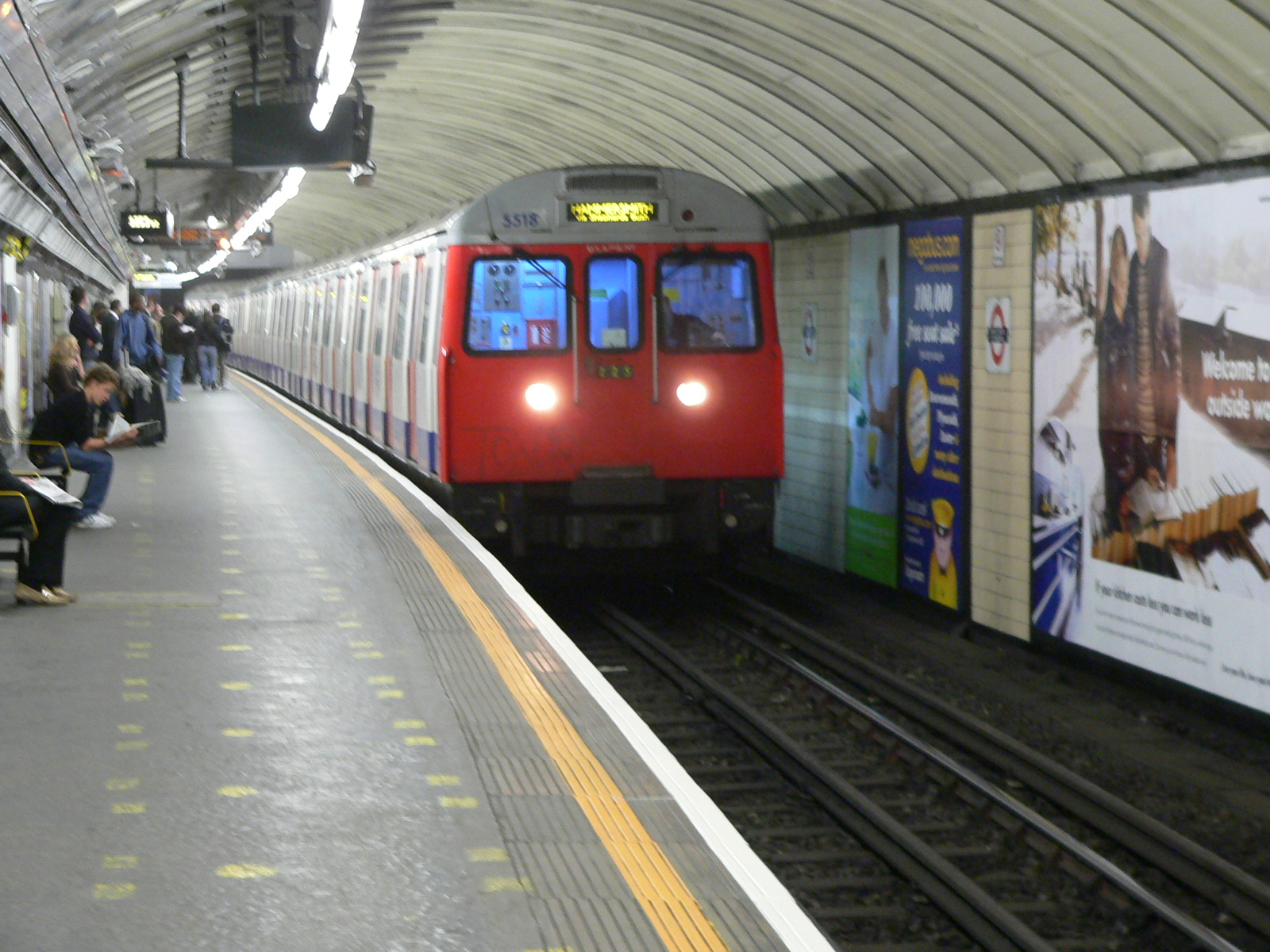
Circle line, Hammersmith & City line, Metropolitan line.
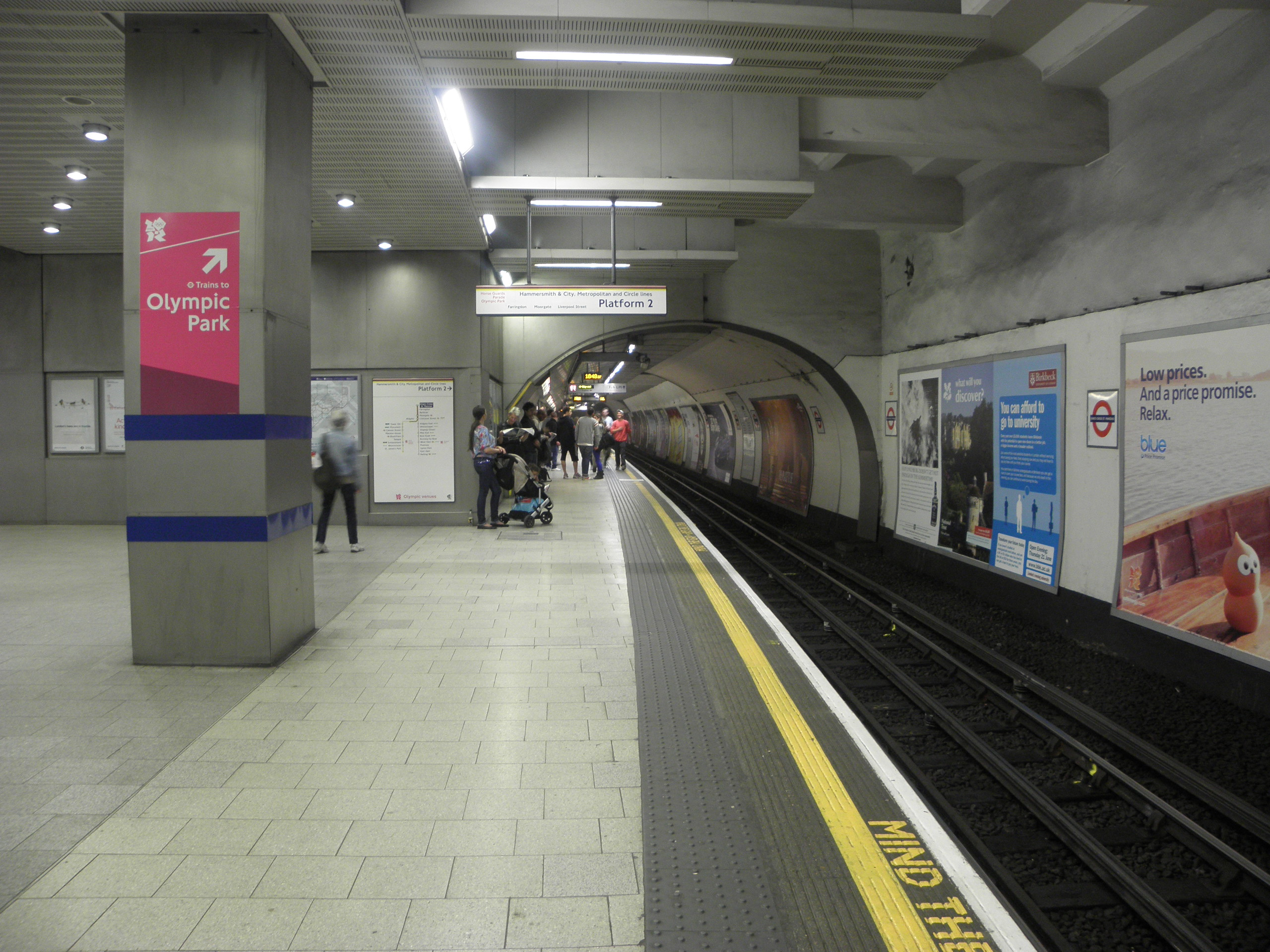
Circle line, Hammersmith & City line, Metropolitan line.
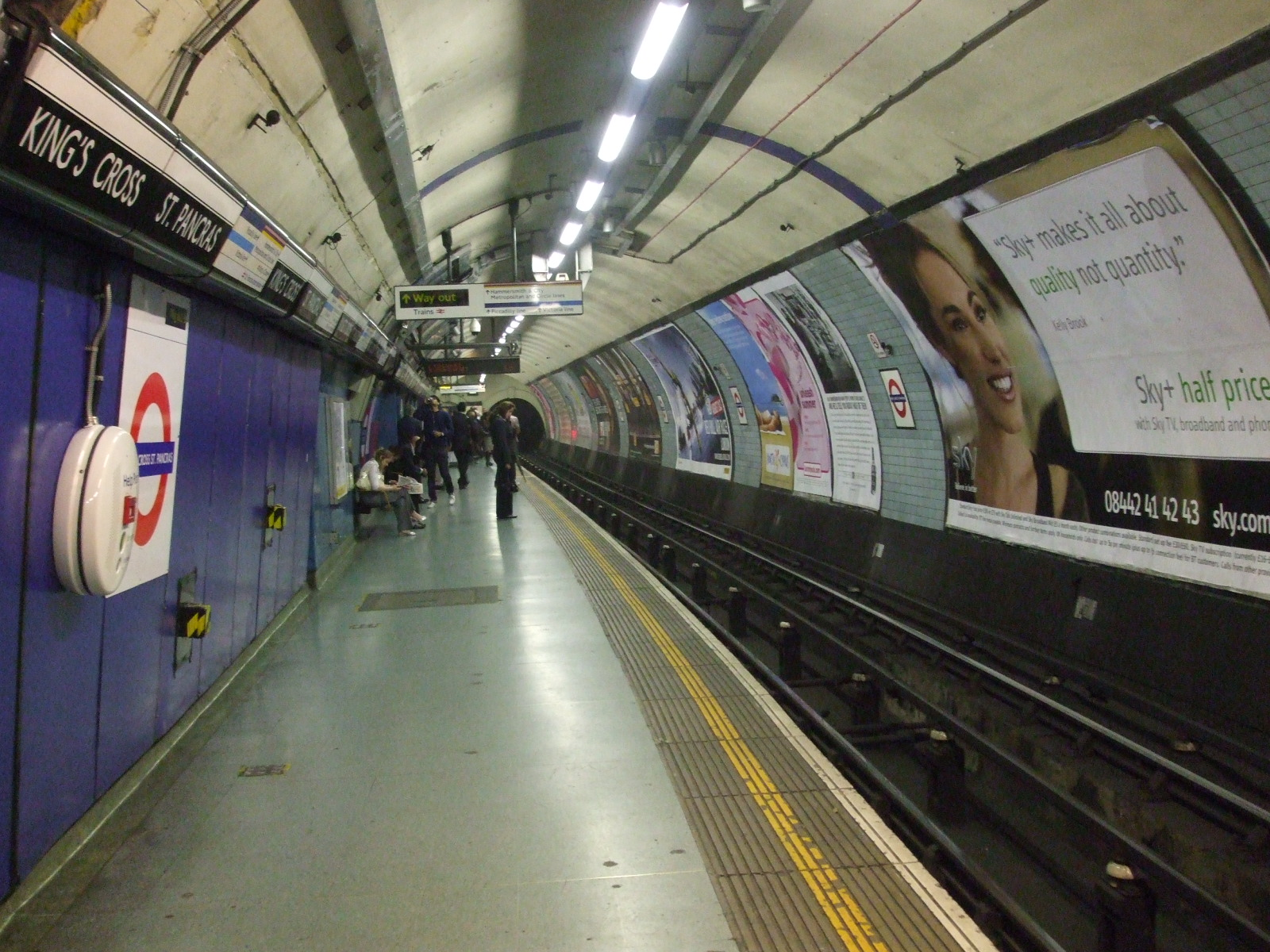
Northern line.
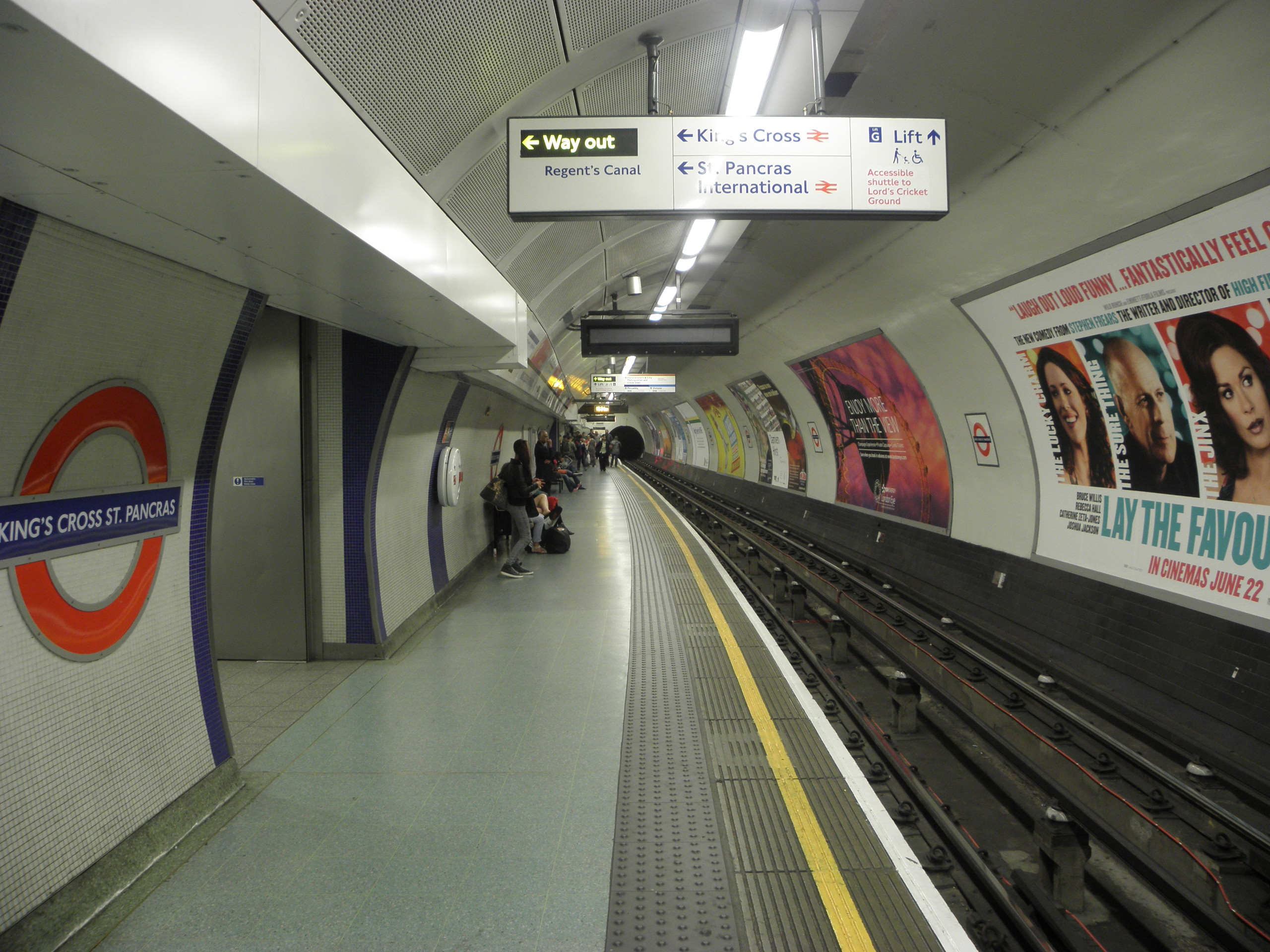
Northern line.
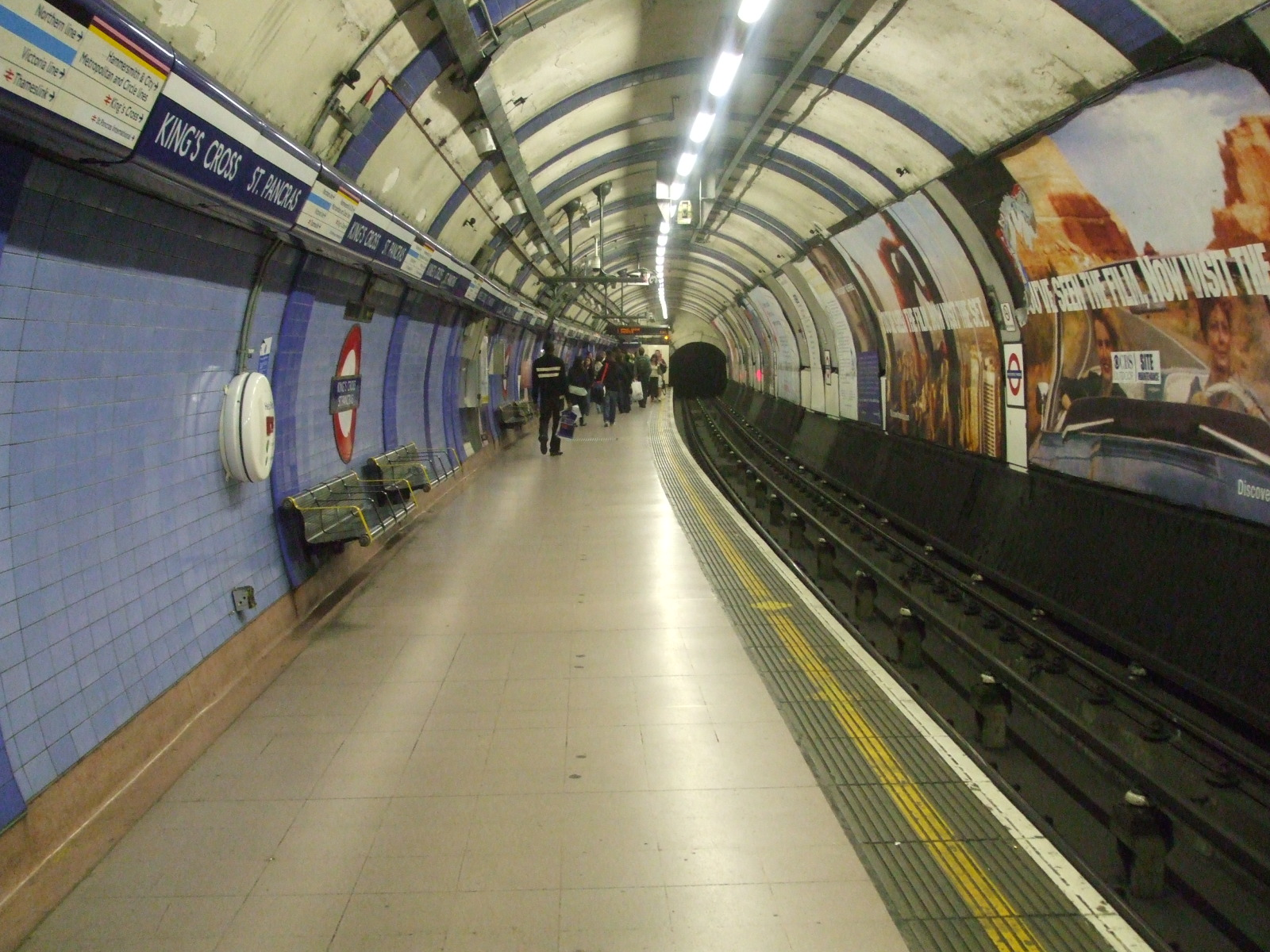
Piccadilly line.
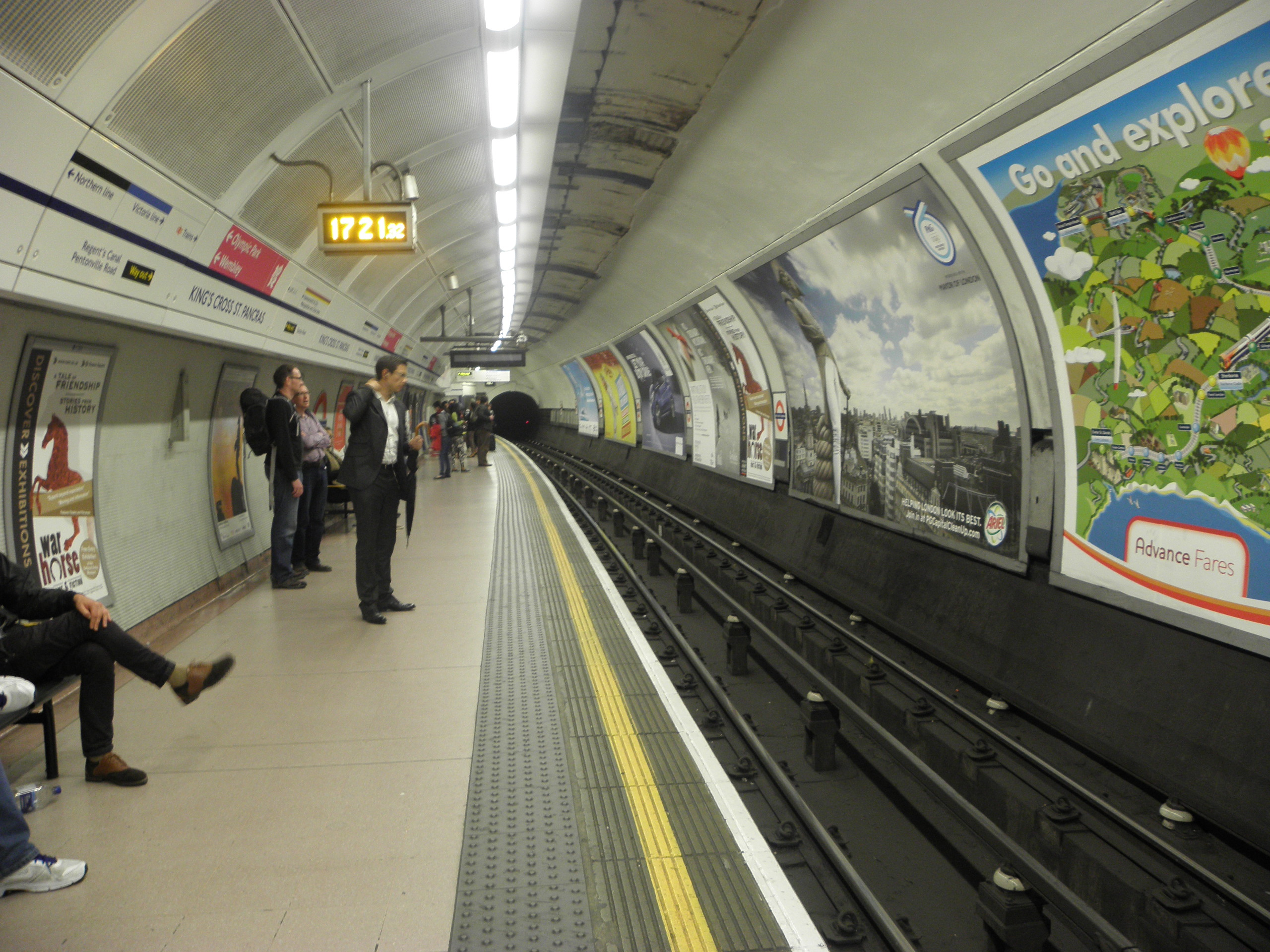
Piccadilly line.
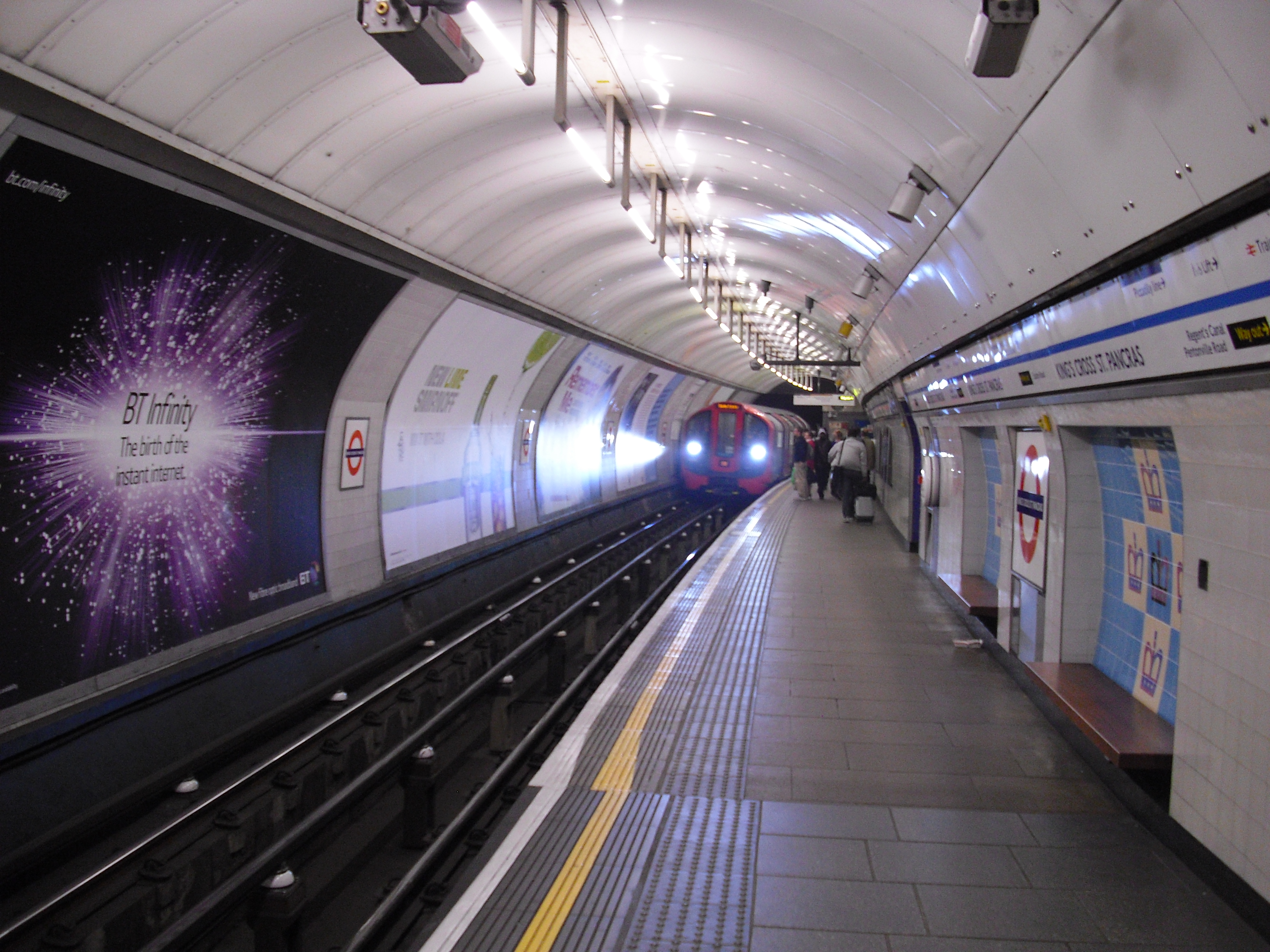
Victoria line.
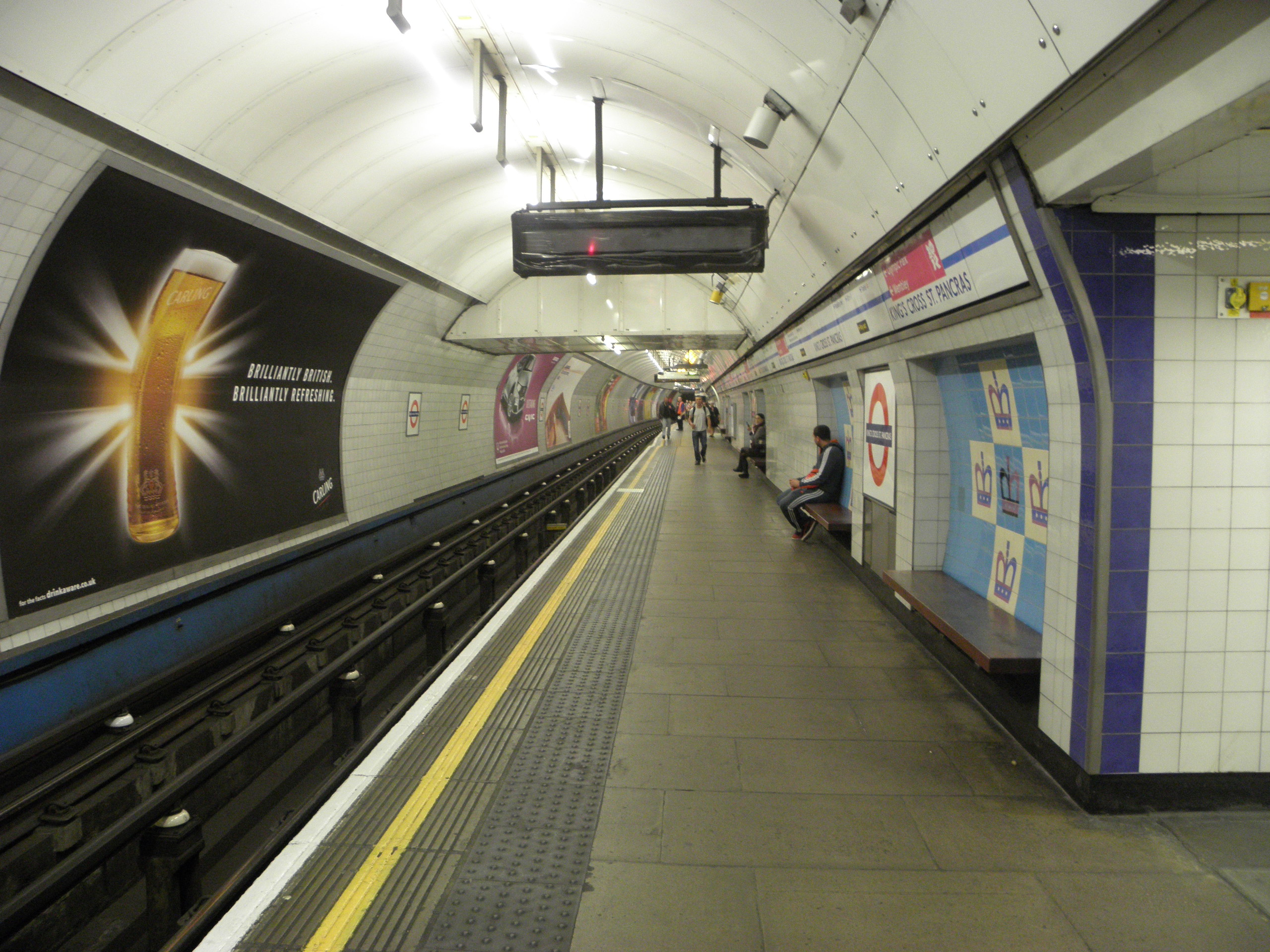
Victoria line.